# Phalombe
Phalombe är en distriktshuvudort i Malawi. Den ligger i distriktet Phalombe och regionen Southern Region, i den sydöstra delen av landet. Phalombe ligger 766 meter över havet och antalet invånare är 2 663.
Terrängen runt Phalombe är varierad. Den högsta punkten i närheten är Mchese Mountain, 2 233 meter över havet, 6,0 km öster om Phalombe. I omgivningarna runt Phalombe växer huvudsakligen savannskog.